# Riu Llobregat d'Empordà
Riu Llobregat d'Empordà este o arie protejată (arie specială de conservare — SAC, sit de importanță comunitară — SCI) din Spania întinsă pe o suprafață de 337,49 ha, integral pe uscat.

## Localizare
Centrul sitului Riu Llobregat d'Empordà este situat la coordonatele 42°19′54″N 2°56′50″E / 42.3317°N 2.9473°E.

## Înființare
Situl Riu Llobregat d'Empordà a fost declarat sit de importanță comunitară în septembrie 2006 pentru a proteja 45 de specii de animale. Situl a fost protejat și ca arie specială de conservare în noiembrie 2014.

## Biodiversitate
Situată în ecoregiunea mediteraneană, aria protejată conține 12 habitate naturale: Râuri mediteraneene cu debit intermitent, cu specii de Paspalo-Agrostidion, Râuri mediteraneene cu debit permanent cu specii de Paspalo-Agrostidion și galerii riverane de Salix și de Populus alba, Iazuri temporare mediteraneene, Râuri mediteraneene cu debit permanent și vegetație de Glaucium flavum, Galerii și tufărișuri riverane sudice (Nerio-Tamaricetea și Securinegion tinctoriae), Mlaștini calcaroase cu Cladium mariscus și specii de Caricion davallianae, Galerii de Salix alba și de Populus alba, Păduri de pin mediteraneene cu pini mezogeni endemici, Cursuri de apă de la nivel de câmpie la nivel montan, cu vegetație Ranunculion fluitantis și Callitricho-Batrachion, Păduri de Quercus suber, Râuri cu maluri nămoloase cu vegetație de Chenopodion rubri p.p. și Bidention p.p., Păduri aluvionare cu Alnus glutinosa și Fraxinus excelsior (Alno-Padion, Alnion incanae, Salicion albae).
La baza desemnării sitului se află mai multe specii protejate:
- păsări (29): rață mare (Anas platyrhynchos), șorecarul comun (Buteo buteo), caprimulg (Caprimulgus europaeus), Certhia brachydactyla, porumbel gulerat (Columba palumbus), vânturel roșu (Falco tinnunculus), cinteză (Fringilla coelebs), lișiță (Fulica atra), ciocârlan (Galerida cristata), becațină comună (Gallinago gallinago), găinușă de baltă (Gallinula chloropus), capîntortură (Jynx torquilla), Lanius meridionalis, Larus michahellis, pescăruș râzător (Larus ridibundus), ciocârlie de pădure (Lullula arborea), becațină mică (Lymnocryptes minimus), prigoare (Merops apiaster), muscar sur (Muscicapa striata), ciuf-pitic (Otus scops), Phalacrocorax carbo sinensis, ploier auriu (Pluvialis apricaria), mărăcinar negru (Saxicola torquatus), turturică (Streptopelia turtur), silvie roșcată (Sylvia cantillans), silvie de tufiș (Sylvia undata), pănțărușul (Troglodytes troglodytes), pupăză (Upupa epops), nagâț (Vanellus vanellus)
- mamifere (9): vidră de râu (Lutra lutra), liliac cu aripi lungi (Miniopterus schreibersii), liliac cu urechi de șoarece (Myotis blythii), liliac cu picioare lungi (Myotis capaccinii), liliac cărămiziu (Myotis emarginatus), liliac comun (Myotis myotis), liliacul mediteranean cu potcoavă (Rhinolophus euryale), liliacul mare cu potcoavă (Rhinolophus ferrumequinum), liliacul mic cu potcoavă (Rhinolophus hipposideros)
- nevertebrate (4): croitorul mare al stejarului (Cerambyx cerdo), Coenagrion mercuriale, fluturele auriu (Euphydryas aurinia), rădașcă (Lucanus cervus)
- pești (1): Barbus meridionalis
- reptile (2): Mauremys leprosa, țestoasă bănățeană (Testudo hermanni)

Pe lângă speciile protejate, pe teritoriul sitului au mai fost identificate 6 specii de amfibieni, 12 specii de mamifere, 3 specii de reptile.